# Болезнь Адамантиадиса — Бехчета
Болезнь Бехчета (Адамантиадиса — Бехчета) — системный васкулит неустановленной этиологии, характеризующийся преимущественным поражением слизистой оболочки глаз, полости рта, кожи и половых органов. Первичные симптомы болезни Адамантиадиса — Бехчета встречаются у мужчин в возрасте 20-30 лет (чаще всего встречается у мужчин в возрасте старше 40 лет), хотя наблюдается и у детей. Заболевание распространено во многих странах мира, но чаще болеют люди, живущие на Ближнем Востоке, в бассейне Средиземного моря и в Японии. В 1986 году S.Ohno опубликовал данные о том, что болезнь чаще всего встречается среди азиатского и европейского населения, проживающего между 30 и 45 широтами, то есть географической зоне Шёлкового пути, и предложил переименовать в болезнь «шёлкового пути». В 70-х — 80-х годах XX века, считалась болезнью северных рас, встречающуюся у одного на миллион. Одним из основных признаков наследственного заболевания является повышенный уровень содержания эндогенного алкоголя в крови — вплоть до 0,3 — 0,7 промилле, при соблюдении диет, гарантирующих отсутствие спорадического скачка. Гиппократ первым установил взаимосвязь между воспалением глаз и поражением слизистой рта и гениталий.

## Этиология и патогенез
Этиология заболевания официально неизвестна. Вместе с тем больные однозначно указывают на наследственную преемственность болезни носителями. Болезнью чаще страдают мужчины. Также считается возможным связывать развитие этой болезни со стрептококком и вирусом простого герпеса. У некоторых больных имеется генетическая предрасположенность к развитию этого заболевания, что доказывается выявлением у больных антигена HLA-B51 и нарушениями гена, контролирующего синтез фактора некроза опухоли.
Болезнь провоцируется регулярным (ежедневным) приёмом алкоголя на протяжении 3-5 лет, также может быть спровоцирована очагом хронической стрептококковой инфекции при тонзиллите.

## Клиника
Заболевание начинается с поражения (воспалений) слизистых оболочек: рта, половых органов, носоглотки и т. д. которые сопровождаются образованием микроязв. Язвы обнаруживаются на слизистой оболочке губ, щёк, глотки, носовых пазух, на языке, а также в антральном отделе желудка и тонкой кишки. Весьма характерными клиническими признаками этой болезни являются язвы на половых органах и в области промежности. Поражаются, помимо всего прочего, глаза и головной мозг.